# HD 87152
HD 87152，又名CP-52 3087，SAO 237612、HR 3955，是一颗恒星，视星等为6.2，位于銀經279.18，銀緯1.49，其B1900.0坐标为赤經9h 58m 2.7s，赤緯-52° 1.49′ 55″。